# كلديرا آيرا
كلديرا  آيرا هي كلديرا  بركانية عملاقة تقع على الطرف الجنوبي من كيوشو، اليابان. يُعتقد أنه تم تشكيله منذ أكثر من 22000 عام من سلسلة من موجات الحمم البركانية المتوالية. وهي حاليًا مكان إقامة لأكثر من 900000 شخص. بالإضافة إلى ذلك تعد كلديرا  آيرا موطنًا للنباتات والحيوانات الفريدة والمتنوعة التي تأقلمت مع بيئتها، بما في ذلك ماكيلوس تانبيرغي والصنوبر الأسود الياباني.
تعد كلديرا  أيضًا موطنًا لجبل كيريشيما، وهي مجموعة من البراكين الطبقية في الطرف الشمالي من كلديرا . أشهر البراكين وأكثرها نشاطًا في جبل كيريشيما هو جبل شين موئيداكيه.